# Kéthalom
Kéthalom egy Dévaványa városhoz tartozó külterület.

## Megközelítése
- Dévaványa központjából Kéthalomra a Körösladány és a 47-es főút felé vezető 4205-ös úton, majd arról a 34. kilométerénél lévő vasúti átkelő után balra (északnak) lehajtva lehet eljutni.
- A MÁV 127-es számú Körösnagyharsány–Vésztő–Gyoma-vasútvonalán Körösladány vasútállomás és Dévaványa vasútállomás között volt található Kéthalom megállóhely, a személyszállító vonatok azonban ma már nem állnak meg itt.

## Érdekességek
- Kéthalom vasúti megállóhelytől mintegy 2 kilométerre északra fontos régészeti lelőhelyek kerültek elő az 1960-as években, digózás [eljárás a szikes talaj javítására] során. A Körös- és a Tisza-kultúra emlékeit Kéthalom szülöttje, dr. Móczár István orvos 1962 óta kutatja - lásd A minószi Atlantisz rejtélye című könyvében írt fejezetet
- Móczár Miklós tudós az 1960-as években kutatta Kéthalom rovarvilágát és számos új fajt fedezett fel a pusztában, többet róla neveztek el.
- Érdekesség továbbá, hogy Altai Margit Az amerikai leány című regényében bőven írt Dévaványáról, Kéthalomról, Csetéről és Perjésről. A cselekmény az 1900-as évek elején játszódik, az akkori uraság életét mutatja be.
- Dr. Móczár István: Európa Atlantisza – Európa Atlantisza Könyvkiadás, Földesi és Tsa Nyomda Dévaványa, 2009 ISBN 978 963 06 6484 4